# 경건 (전한)
경건(景建, ? ~ 기원전 87년)은 전한 중기의 인물로, 경조윤 장안현 사람이다.

## 생애
정화 2년(기원전 91년), 강충의 무고로 주살될 위기에 놓인 여태자가 반란을 일으켰다(무고의 난). 장안의 남자(男子) 경건은 진압에 참여하여 여태자의 측근 석덕을 사로잡았고, 공적을 인정받아 덕후(德侯)에 봉해졌다.
후원 2년(기원전 87년), 마통과 함께 모반한 죄로 요참에 처하였다.

## 출전
- 반고, 《한서》
  - 권17 경무소성원성공신표 중국어 위키문헌에 이 글과 관련된 원문이 있습니다. 한서 권17 경무소선원성공신표
  - 권66 공손유전왕양채진정전 중국어 위키문헌에 이 글과 관련된 원문이 있습니다. 한서 권66 공손유전왕양채진정전